# Давід Руїс (футболіст, 2004)
Давід Антоніо Руїс Очоа (ісп. David Antonio Ruiz Ochoa, нар. 8 лютого 2004, Маямі) — гондураський футболіст, півзахисник клубу «Інтер» (Маямі) та національної збірної Гондурасу.

## Клубна кар'єра
Давід Руїс народився 2004 року в американському місті Маямі в сім'ї гондурасців. У віці 5 років повернувся з батьками на батьківщину, проте за 3 роки з родиною знову повернувся до Маямі, де й розпочав займатися футболом у клубі «Маямі Юнайтед Старз». У 2021 році молодий гондурасець потрапив до школи клубу Major League Soccer «Інтер» (Маямі). У 2021 році Руїс розпочав грати у другій команді клубу, а з 2023 року грає у головній команді клубу, у якій у 2023 році став переможцем Кубка Ліг, а в 2024 році став переможцем Supporters' Shield.

## Виступи за збірну
У 2023 році Давід Руїс дебютував у складі молодіжної збірної Гондурасу, в складі якої брав участь у тогорічному молодіжному чемпіонаті світу. З 2023 року Руїс грає у складі національної збірної Гондурасу. Станом на початок серпня 2025 року футболіст зіграв у складі національної збірної 7 матчів. у яких відзначився 3 забитими голами.

## Титули і досягнення
Інтер (Маямі)
- Переможець Supporters' Shield (1): 2024
- Переможець Кубка Ліг: 2023